# Piaristická 1 (České Budějovice)
Měšťanský dům Piaristická č.p. 16/1, tzv. Mallnerův dům (pojmenování po majitelích z 19. a z 1. poloviny 20. století) nebo také Prindlův či Prundlův dům (pojmenování po českobudějovickém měšťanovi Ondřeji Prindlovi z přelomu 14. a 15. století), stojí na rohu Piaristické ulice a západní strany náměstí Přemysla Otakara II., v městské památkové rezervaci v Českých Budějovicích. Je chráněnou kulturní památkou. Patří k památkově nejhodnotnějším stavbám ve městě.
Ondřej Prindl byl zámožný českobudějovický měšťan, který zbohatl na obchodu ze solí. Měl předměstský dvorec; je připomínáno, že tento dvorec byl v husitských válkách vyloupen. Ve středověku se po něm někdy nazývala (k jeho domu přilehlá) městská čtvrť – Prindlova (Quartale Prundlini). 

## Popis
Dům má empirovou fasádu z přelomu 18. a 19. století, jádro domu je ale pozdně gotické. Podloubí domu je lemováno dvěma gotickými lomenými arkádami. V 90. letech 20. století bylo odkryto gotické kamenné ostění okna, lomený profilovaný portál a fragment gotické fresky „Klanění tří králů“ z přelomu 14. a 15. století.

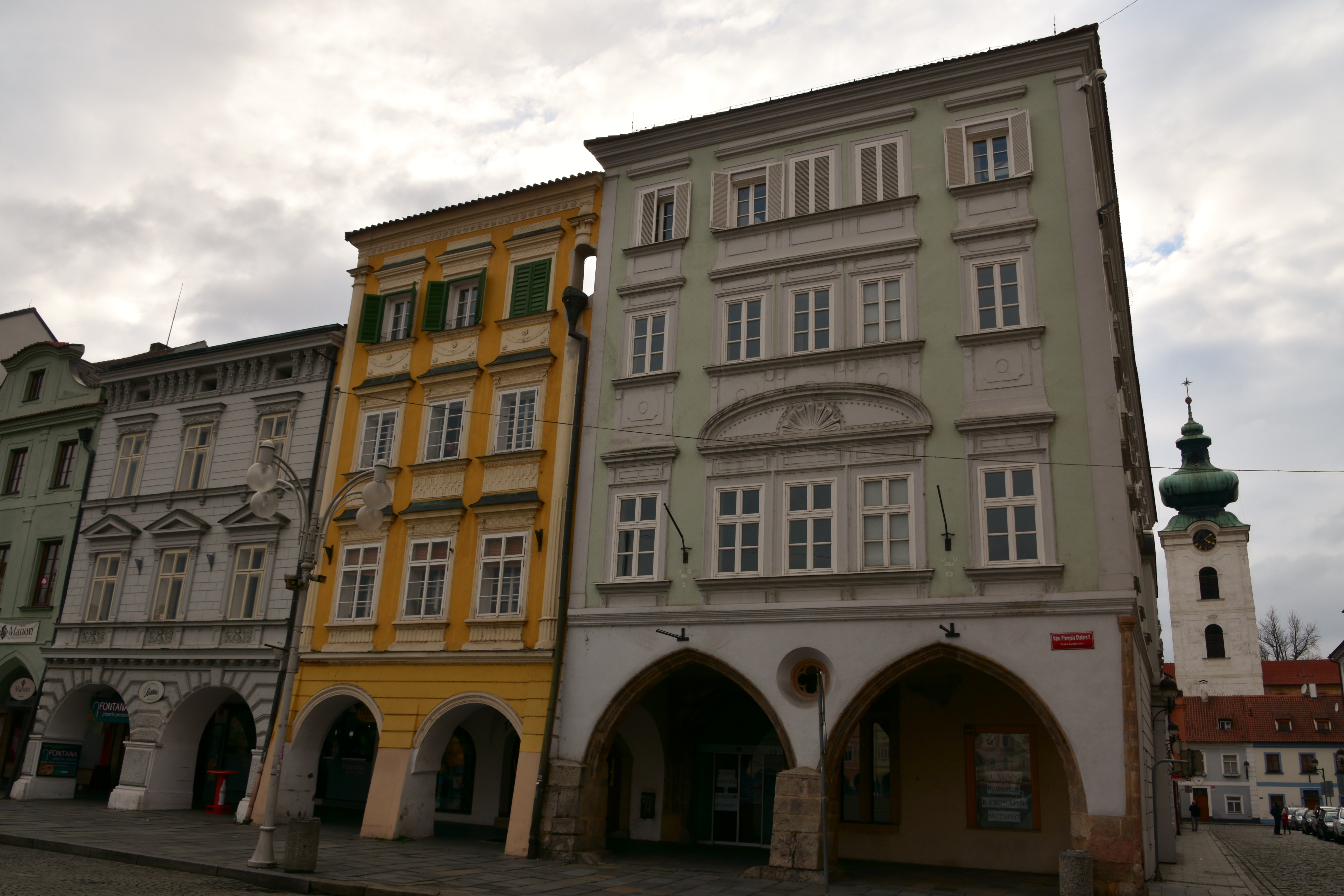
Pohled na dům z náměstí (první dům zprava)
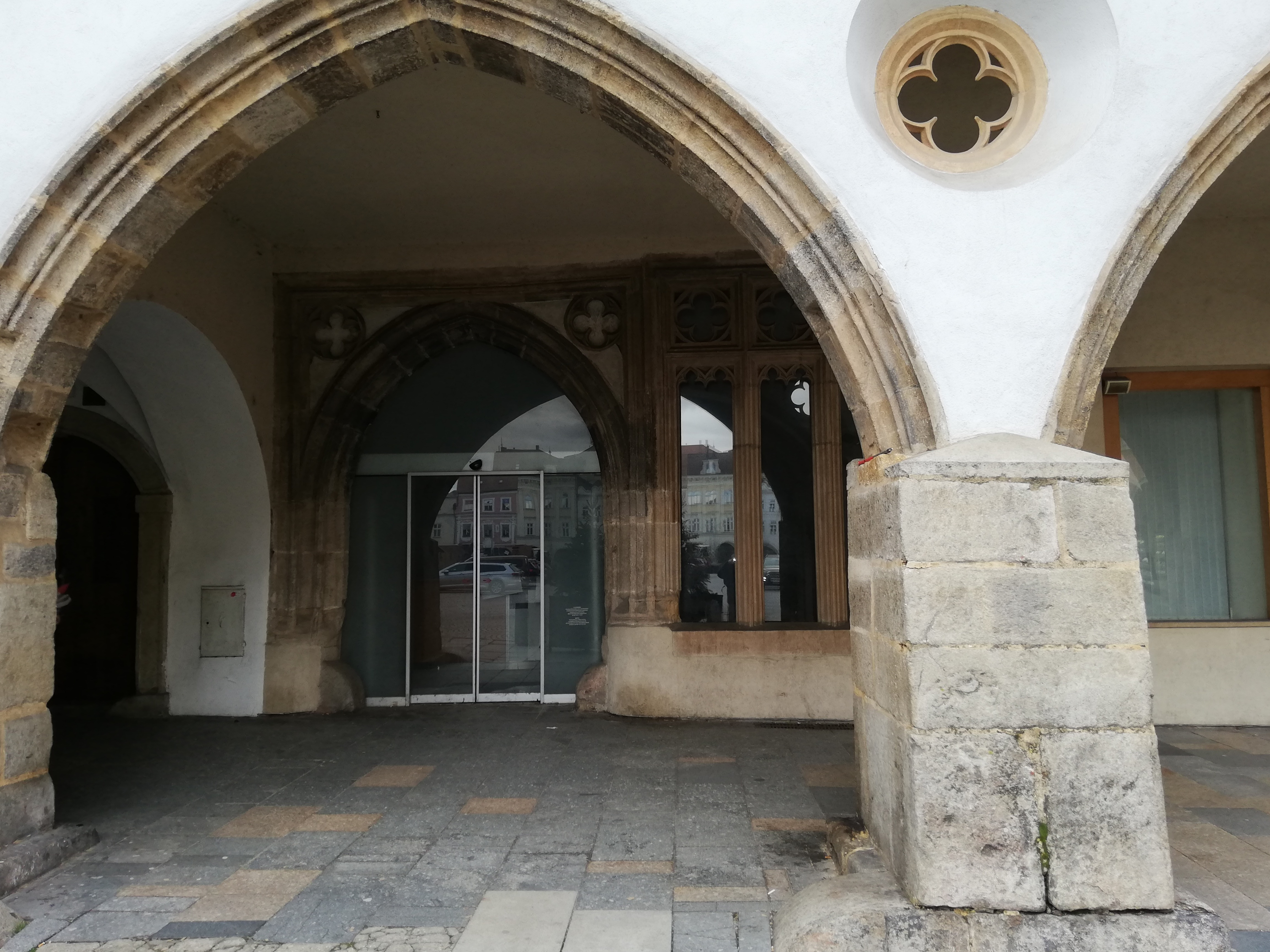
Detail arkády
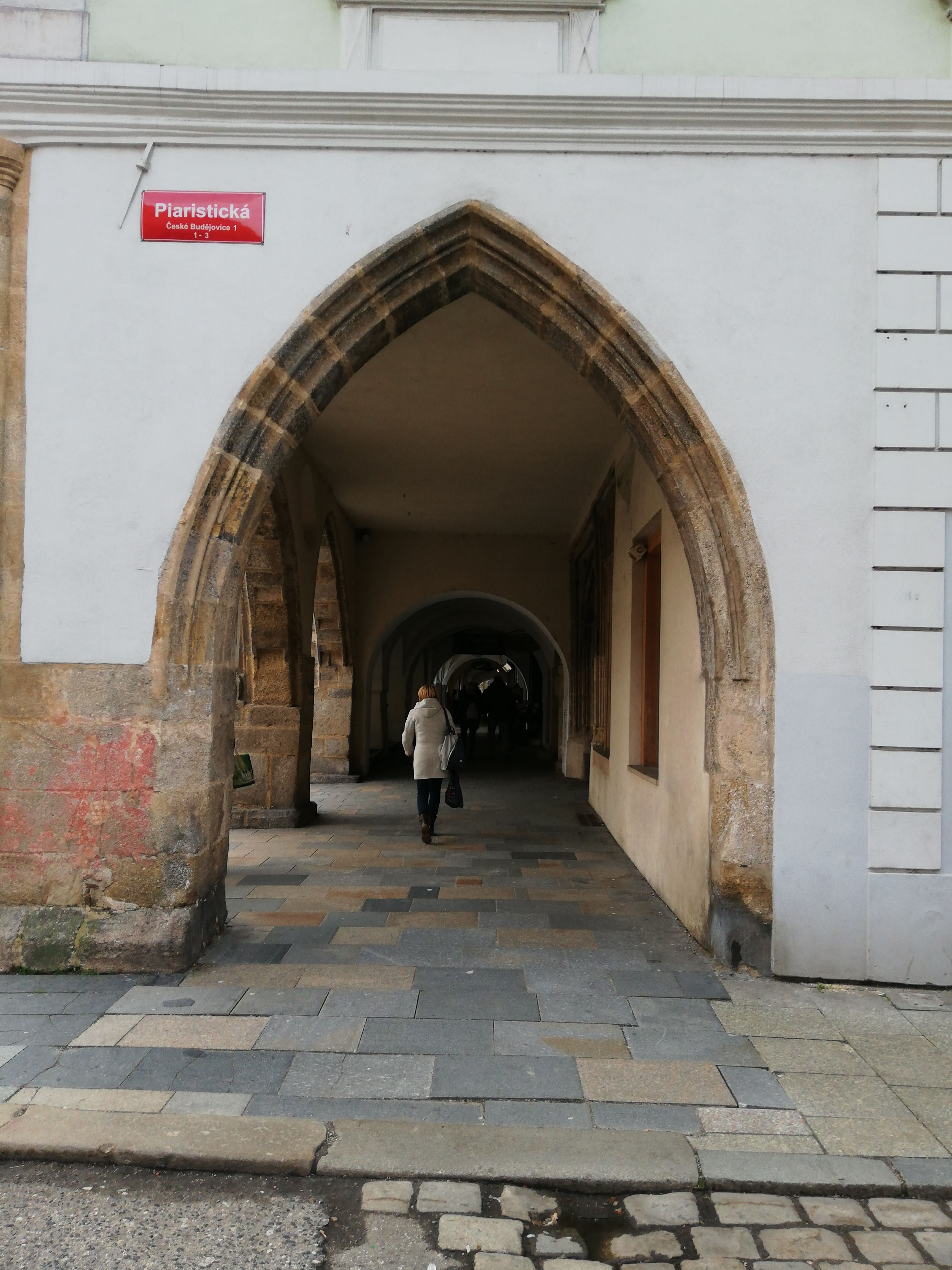
Vstup do podloubí domu
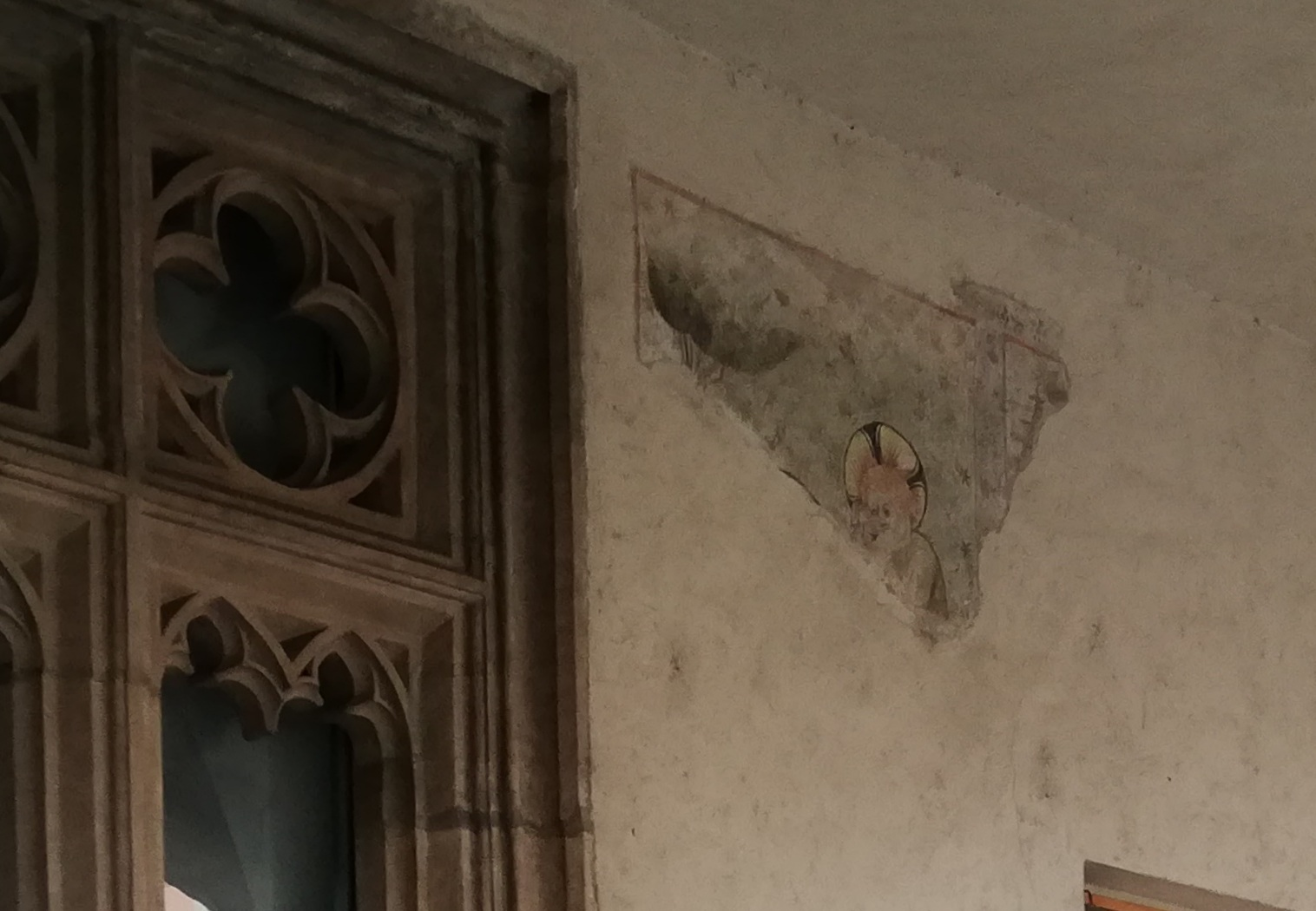
Detail gotického kamenného ostění okna a fragment gotické malby
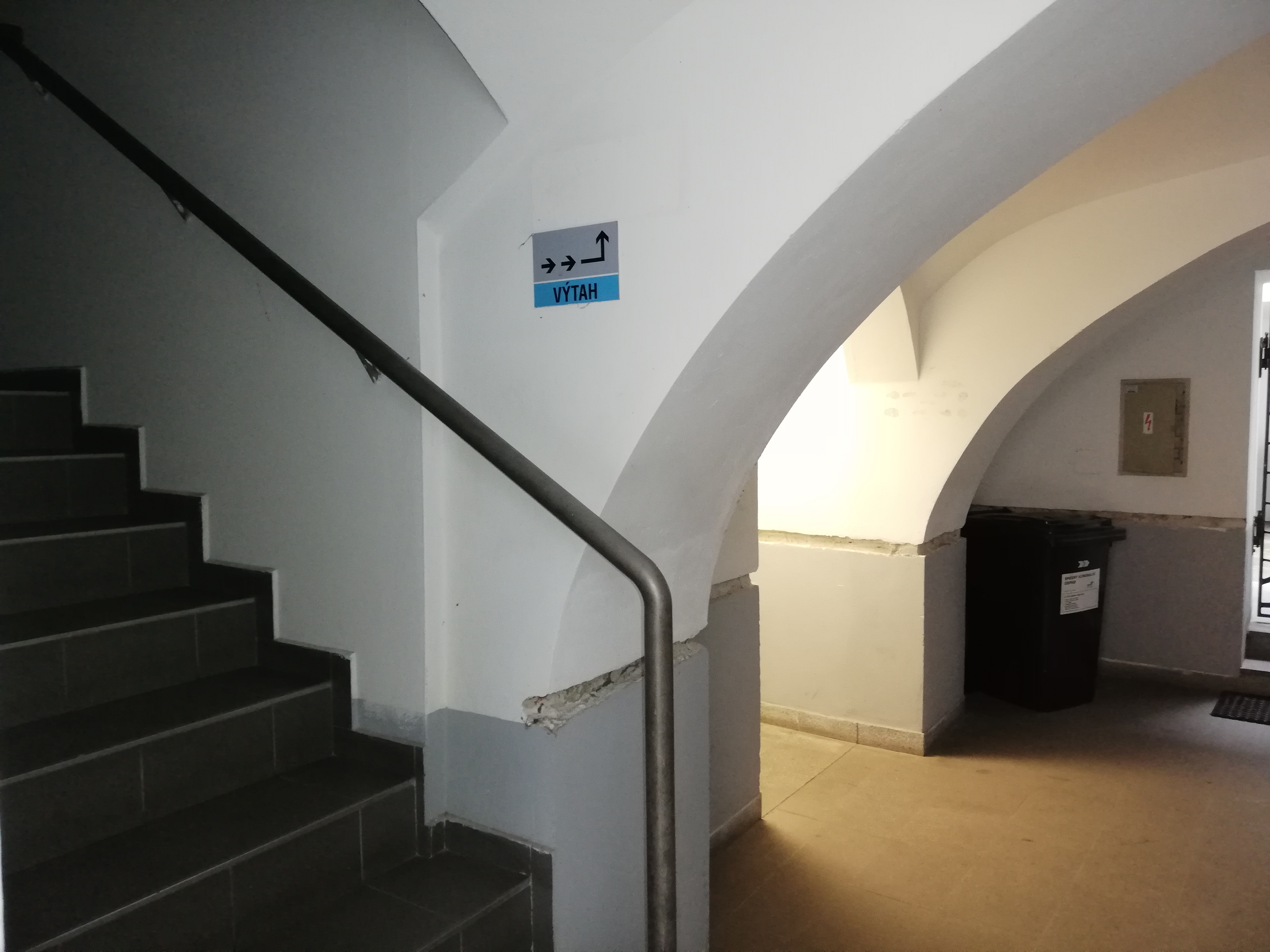
Klenby v přízemí domu
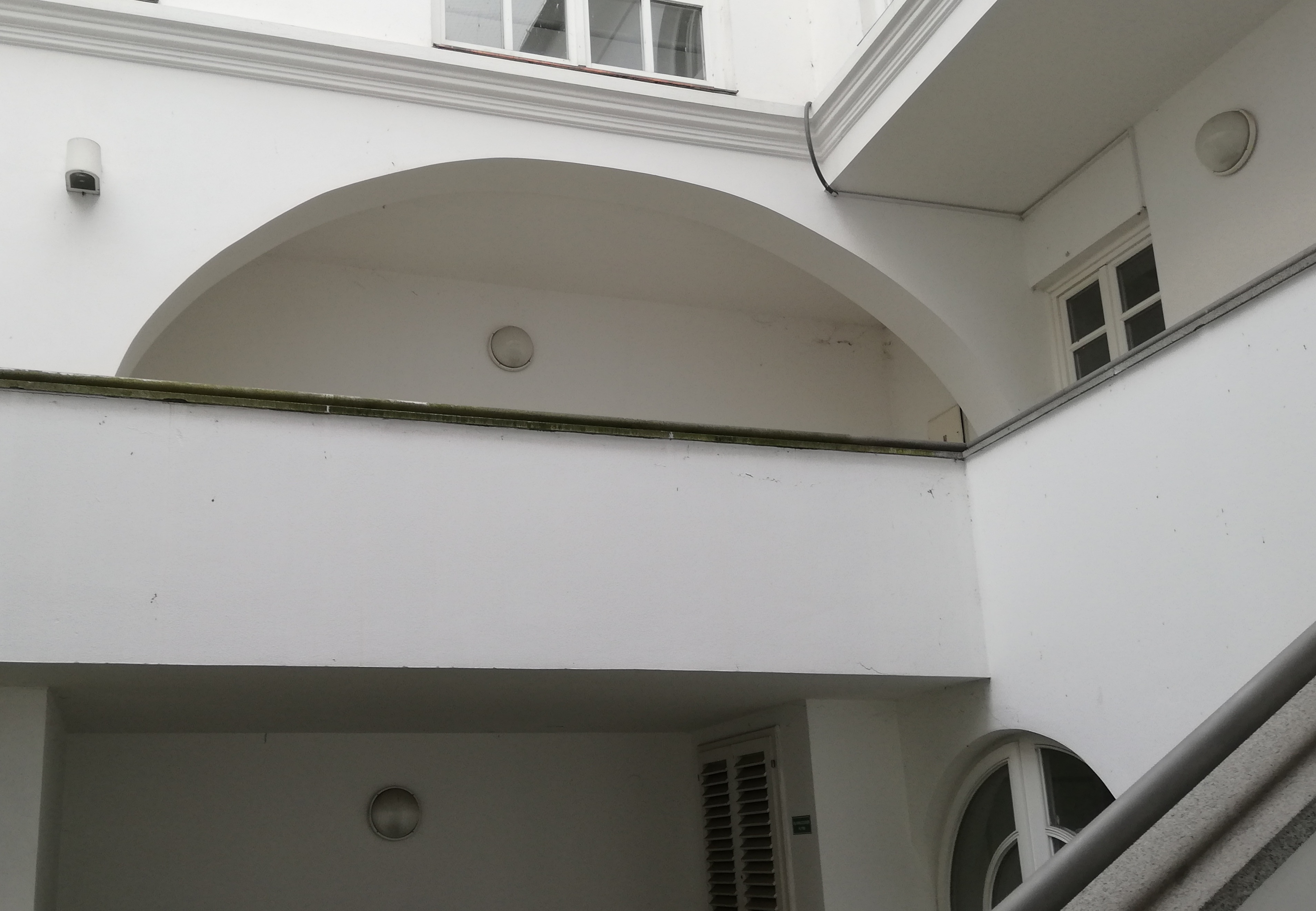
Pavlač domu